# Върховен съд (Франция)
Вижте пояснителната страница за други значения на Върховен съд.
Висшият съд по правосъдието (на френски: Haute Cour de Justice) е специална форма на заседание на Сената за разглеждане на престъпления, извършени от представители на изпълнителната власт.
Тази форма следва да се разграничава от съдебната институция (Cour de justice de la République). Функционирането му е описано в чл. 68 от конституцията, последно променен през 2007 г., според който тази форма остава в сила само за президента, и то в случай, че „той наруши задълженията си по начин, несъвместим с мандата му“.
От 1993 г. членовете на правителството са подсъдни на Cour de justice de la République.

## Наименования
Институцията има различни имена в историята си:
- Haute cour nationale (конституционна монархия)
- Haute Cour de justice (Директорията)
- Haute Cour impériale (Първата империя)
- Chambre des pairs (Реставрацията и Юлската монархия)
- Haute Cour de justice (Втора република)
- Haute Cour de justice (Втора империя)
- Sénat constitué en Cour de justice (Трета република)
- Cour suprême de justice (État français)
- Haute Cour de justice (Gouvernement provisoire de la République française)
- Haute Cour de justice (Четвърта република)
- Haute Cour de justice (1958 – 2007)